# 藤井竹外

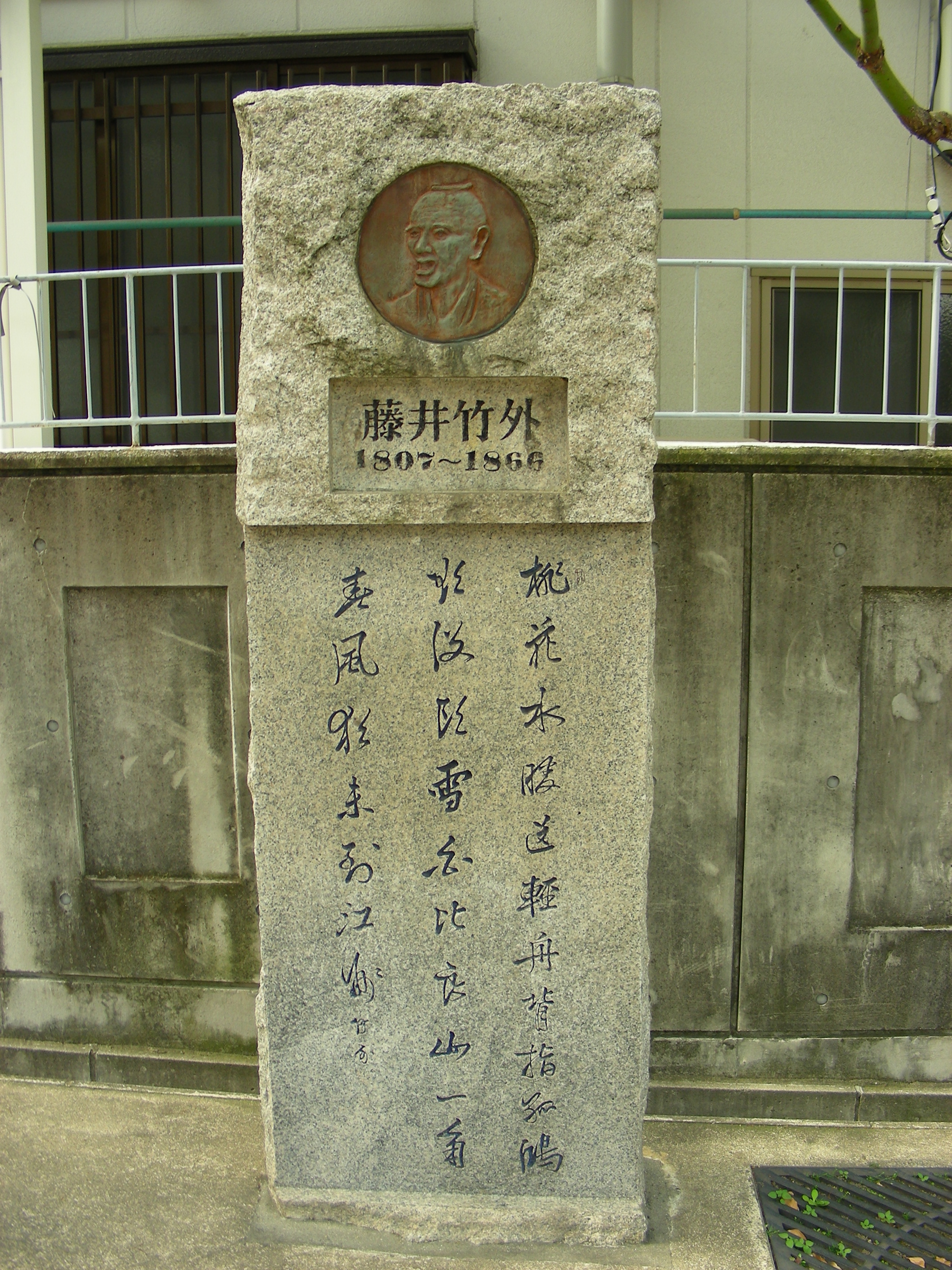
藤井竹外邸跡 漢詩「澱江」碑

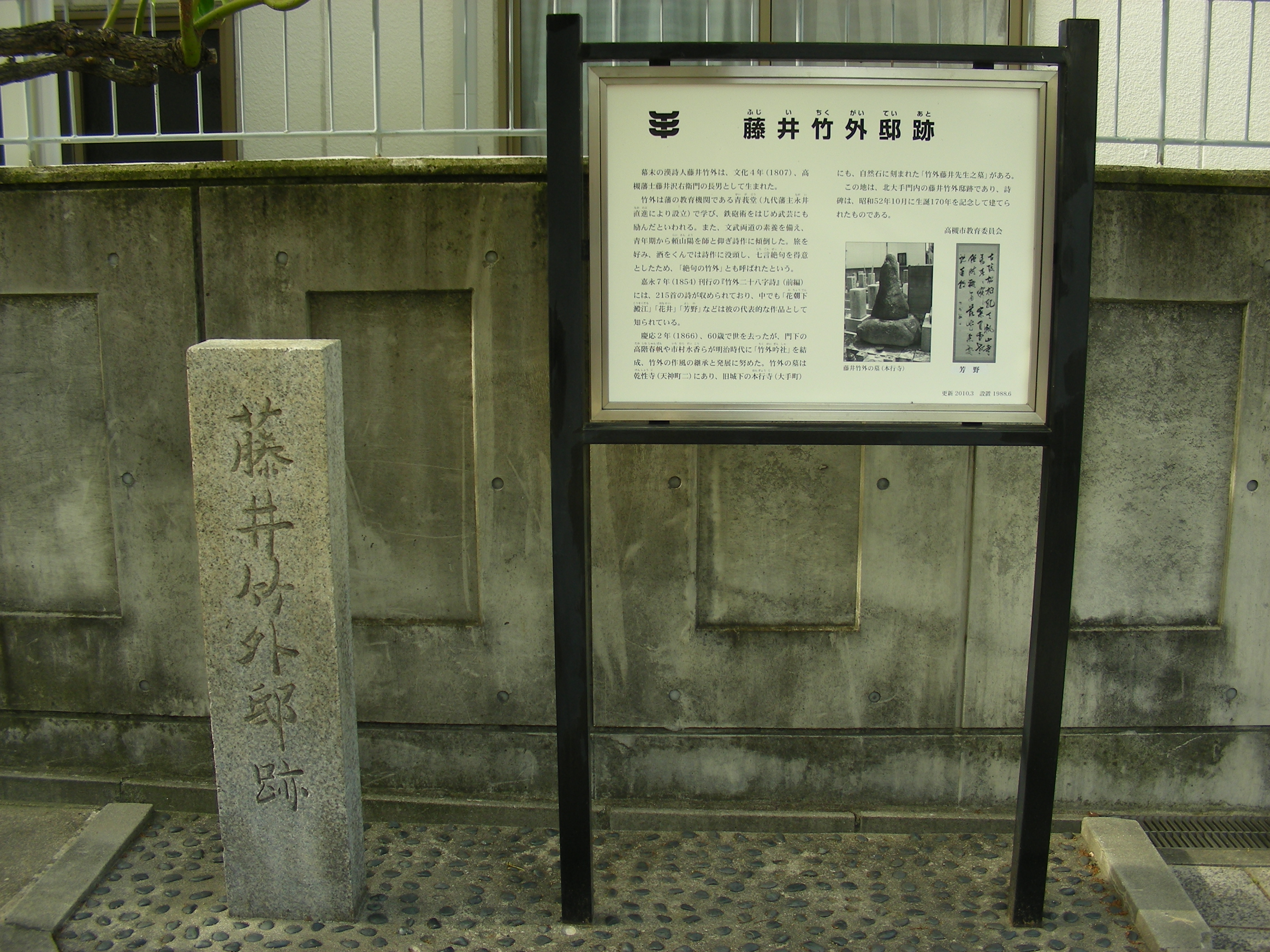
藤井竹外邸跡 石碑・案内板

藤井 竹外（ふじい ちくがい、文化4年4月20日（1807年5月27日） - 慶応2年7月21日（1866年8月30日））は、幕末の漢詩人。名は啓、字は士開、強哉。通称は啓治郎、吉郎。竹外、また雨香仙史、酔士とも号す。子の貞臣（又一）は槍の名人として知られる。
摂津高槻藩の武士の家に生まれる。詩を頼山陽に学び、七言絶句を得意とすることから「絶句竹外」と称される。梁川星巌、広瀬淡窓らとも親交があった。詩集に『竹外二十八字詩』など。
武士としては鉄砲の名手であったというが、晩年は京都に隠居し、詩酒に耽る生活を送る。
唐の元稹の「行宮」を換骨奪胎した代表作「芳野懐古」は、芳野三絶の一つに数えられる。